# Vekaranjärvi garnison

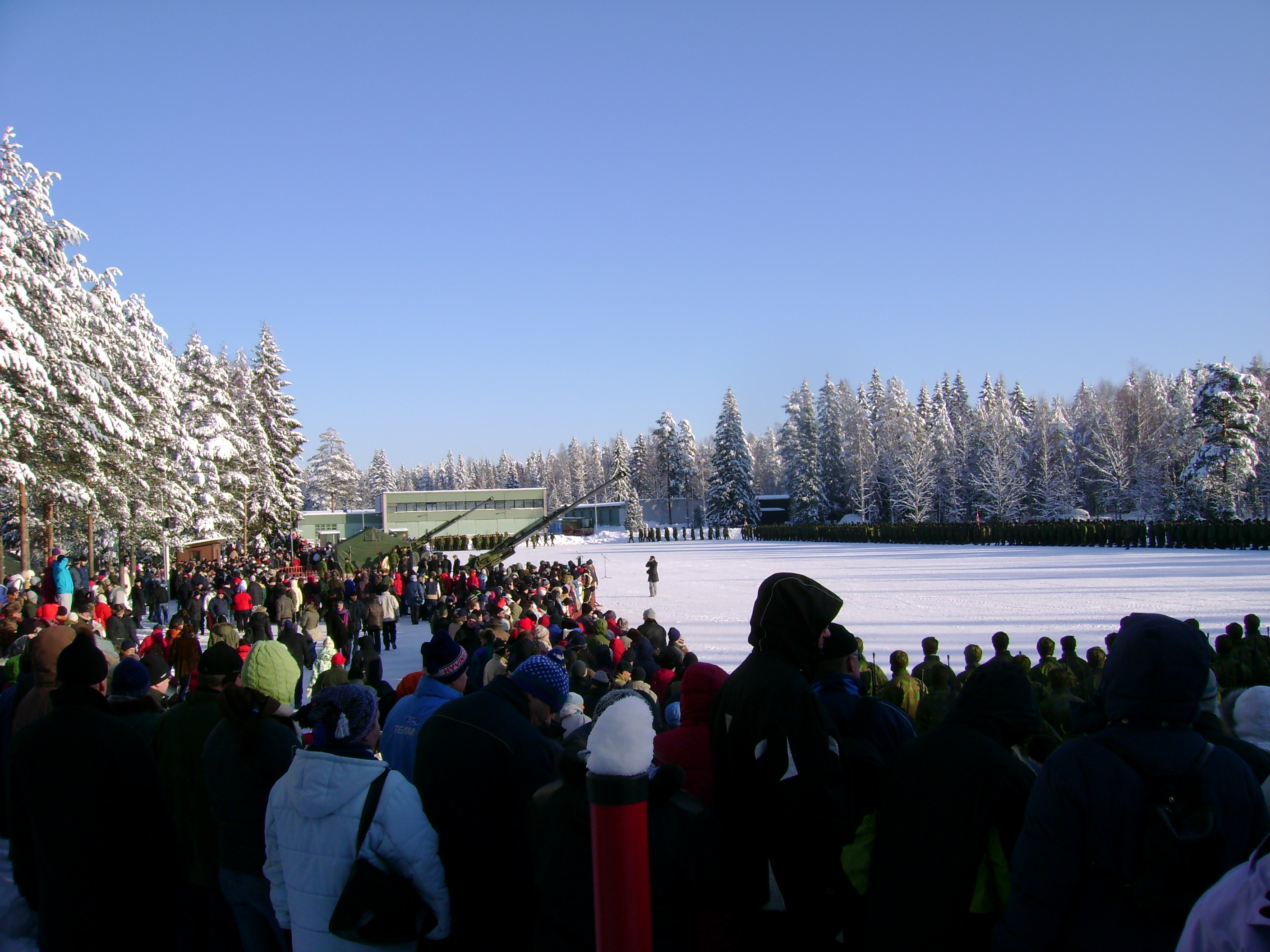
Vekaranjärvi garnison.

Vekaranjärvi garnison är en Finlands försvarsmakt tillhörig garnison i Valkeala, numera tillhörigt Kouvola stad i landskapet Kymmenedalen.
Vekaranjärvi är belägen i en glest bebyggd trakt drygt 40 km nordost om Kouvola centrum. Byggnadsarbetena på området, där bland annat kaserner, en idrotts- och simhall, soldathem, sjukhus, stab och biograf uppförts, inleddes 1963 och slutfördes till största delen under förra delen av 1970-talet. Garnisonen är förläggningsplats för Karelska brigaden och Karelens artilleriregemente. År 1994 flyttades pionjärbataljonen i Koria till Vekaranjärvi.